# Anacampsis blattariella
Anacampsis blattariella ist ein Schmetterling aus der Familie der Palpenmotten (Gelechiidae). Die Art wurde von Jacob Hübner 1796 als Tinea blattariella erstbeschrieben.

## Taxonomie
Für Anacampsis blattariella gibt es folgende Synonyme:
- Tinea thapsiella Hübner, 1796
- Anacampsis blattariae (Haworth, 1828)
- Anacampsis betulinella Vári, 1941

## Merkmale
Die Flügelspannweite beträgt 16–19 mm. Die Vorderflügel besitzen eine weiß-schwarze oder weiß-dunkelbraune Musterung. Gewöhnlich befindet sich auf einem Drittel der Flügellänge zentral ein unscharfer weißer Fleck. In der Postdiskalregion verläuft ein weißes schmales Querband, außen von einem dunklen Bereich gesäumt Die Vorderflügel sind auf der hinteren Hälfte von der Basis bis zur Postdiskalregion schwarz oder dunkelbraun gefärbt mit weißen Einsprenkelungen.
Die Hinterflügel sind uniform hellbraun-beigefarben. In Ruhestellung erkennt man eine annähernd rechteckige schwarze oder dunkelbraune Fläche auf den angelegten Flügeln. Die Raupen sind anfangs grünlich-gelb. Die reiferen Raupen sind dagegen gelb gefärbt. Kopf und Nackenschild der Raupen sind schwarz gefärbt. Die Raupen besitzen schwarze Warzen, aus denen längere helle Härchen hervortreten. Die Puppe ist 7 mm lang und hell rotbraun gefärbt.

### Ähnliche Arten
Die Falter von Anacampsis blattariella lassen sich anhand der Flügelmusterung und weiteren äußeren Merkmalen nicht sicher von Anacampsis populella trennen. Für eine sichere Artbestimmung ist entweder die Zucht aus einer bekannten Wirtspflanze oder eine Genitaluntersuchung notwendig. Offenbar lassen sich beide Schmetterlingsarten aus Blättern der Zitterpappel züchten, so dass eine Zucht aus dieser Wirtspflanze für eine sichere Bestimmung ausscheidet.

## Verbreitung
Anacampsis blattariella ist in der westlichen Paläarktis heimisch. Die Art ist in Nord- und Mitteleuropa weit verbreitet. Im Norden reicht das Vorkommen bis in den Norden Schwedens und Finnlands, im Süden reicht das Vorkommen bis nach Südfrankreich und Norditalien, im Osten bis nach Westsibirien. In England und in Teilen von Wales ist die Art ebenfalls vertreten. Sie fehlt dagegen in Irland, Schottland, dem äußersten Südwesten Englands (Cornwall und Devon), auf der Iberischen Halbinsel sowie mit Ausnahme der Côte d’Azur im Mittelmeerraum.

## Lebensweise
Birken galten lange Zeit als die einzigen Wirtspflanzen von Anacampsis blattariella. In den letzten Jahren wurden erfolgreiche Zuchten aus Schwarz-Erle (Alnus glutinosa) und aus Zitterpappel (Populus tremula) bekannt. Im Mai findet man die Raupen in Blattwickeln an ihren Wirtspflanzen. Die etwa 4,5 cm langen Blattwickel werden gewöhnlich aus zwei längs ihrer Mittelrippe gerollten Blättern gebildet. Die Raupen leben in den Blattwickeln und fressen an den Blättern ihres Blattwickels. Die Verpuppung findet gewöhnlich Ende Mai innerhalb des Blattwickels statt. Die fertigen Schmetterlinge erscheinen ab Mitte Juni. Man beobachtet die überwiegend nachtaktiven Falter bis in den September.

## Bilder

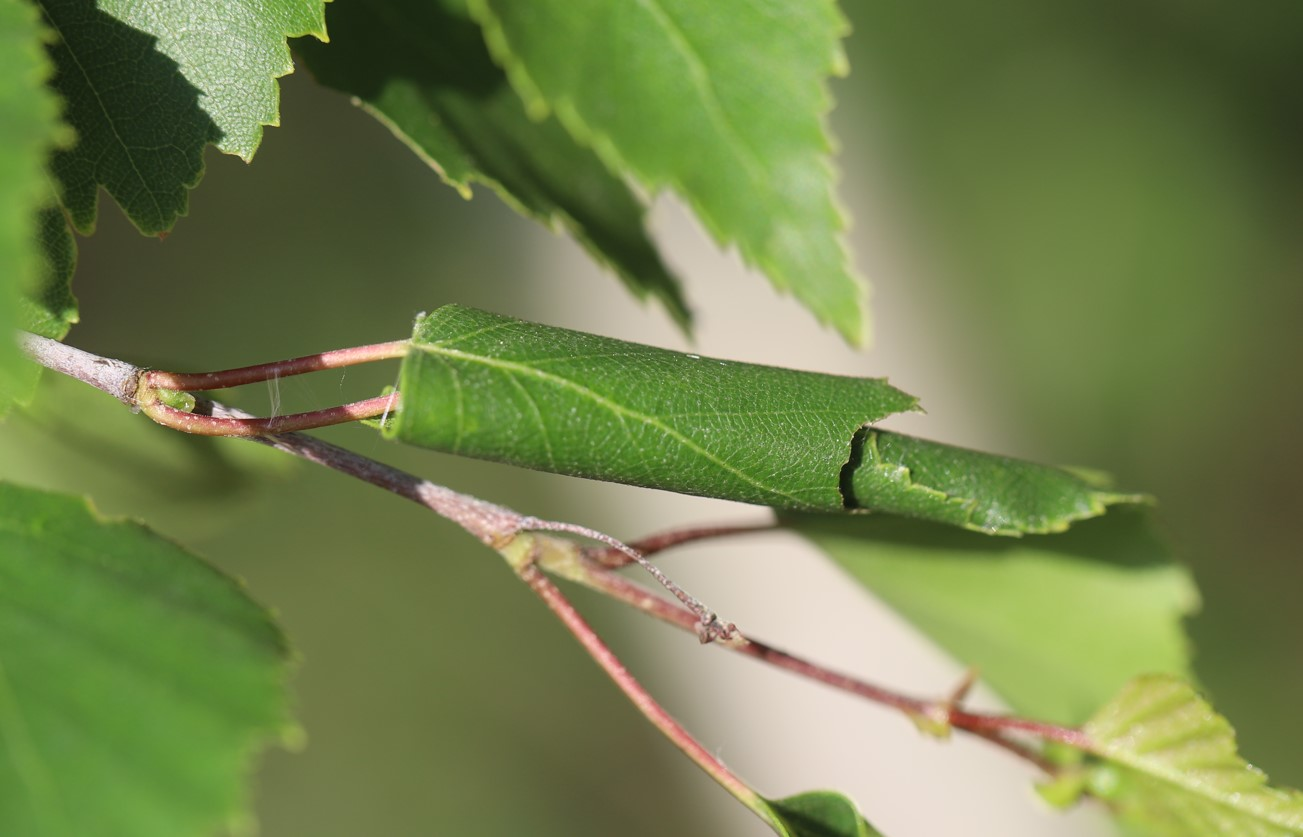
Blattwickel an Hängebirke
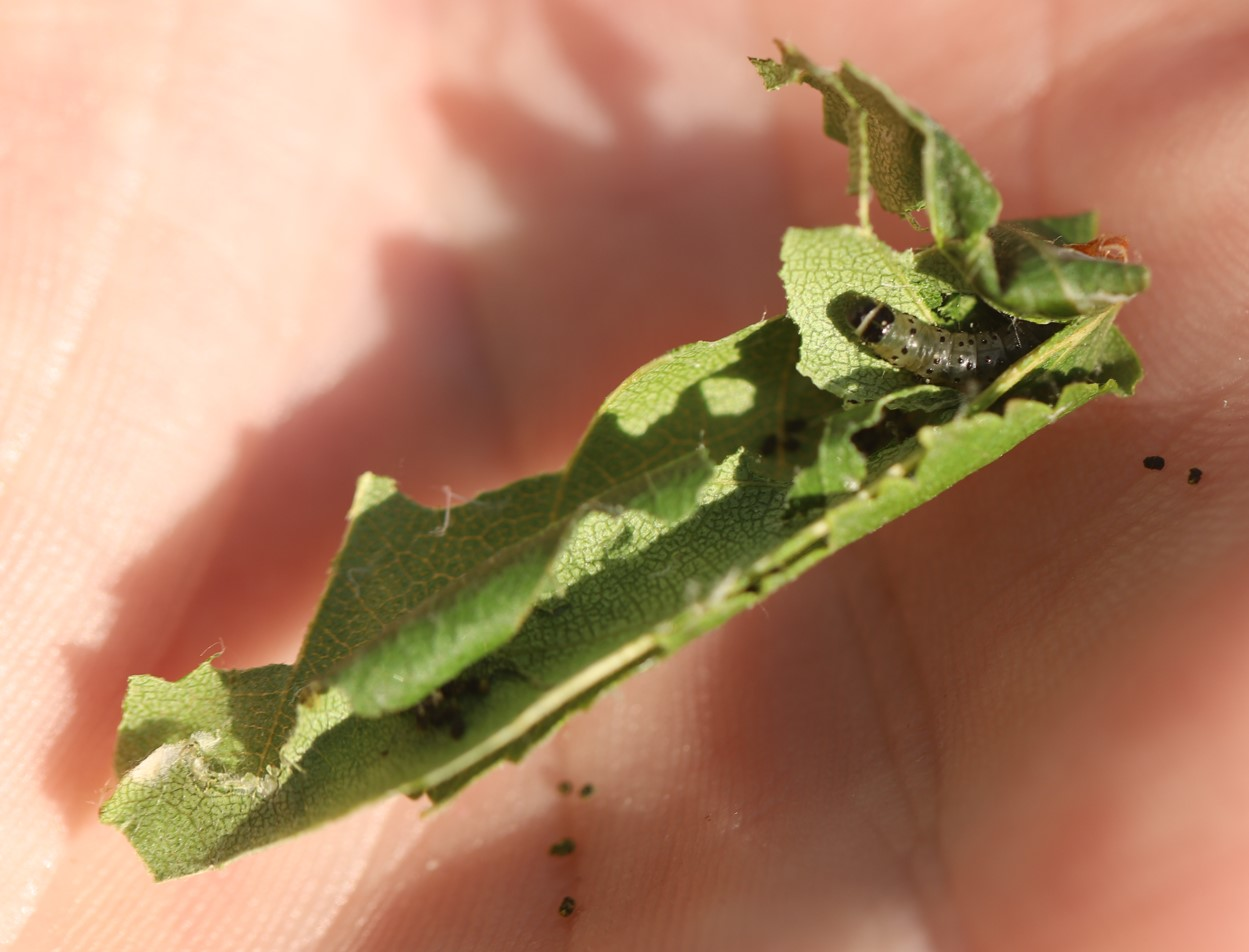
Jungraupe (am 17. Mai)
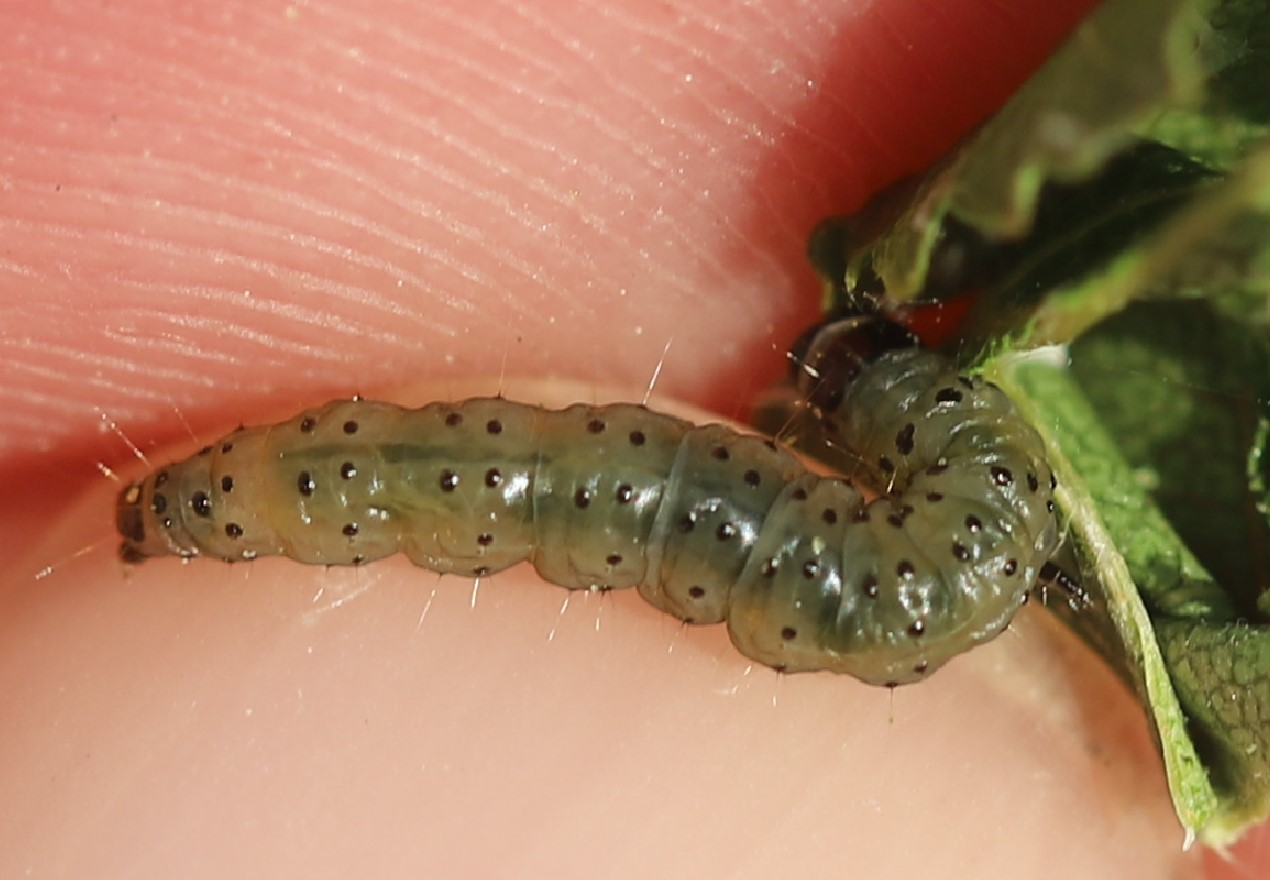
Jungraupe
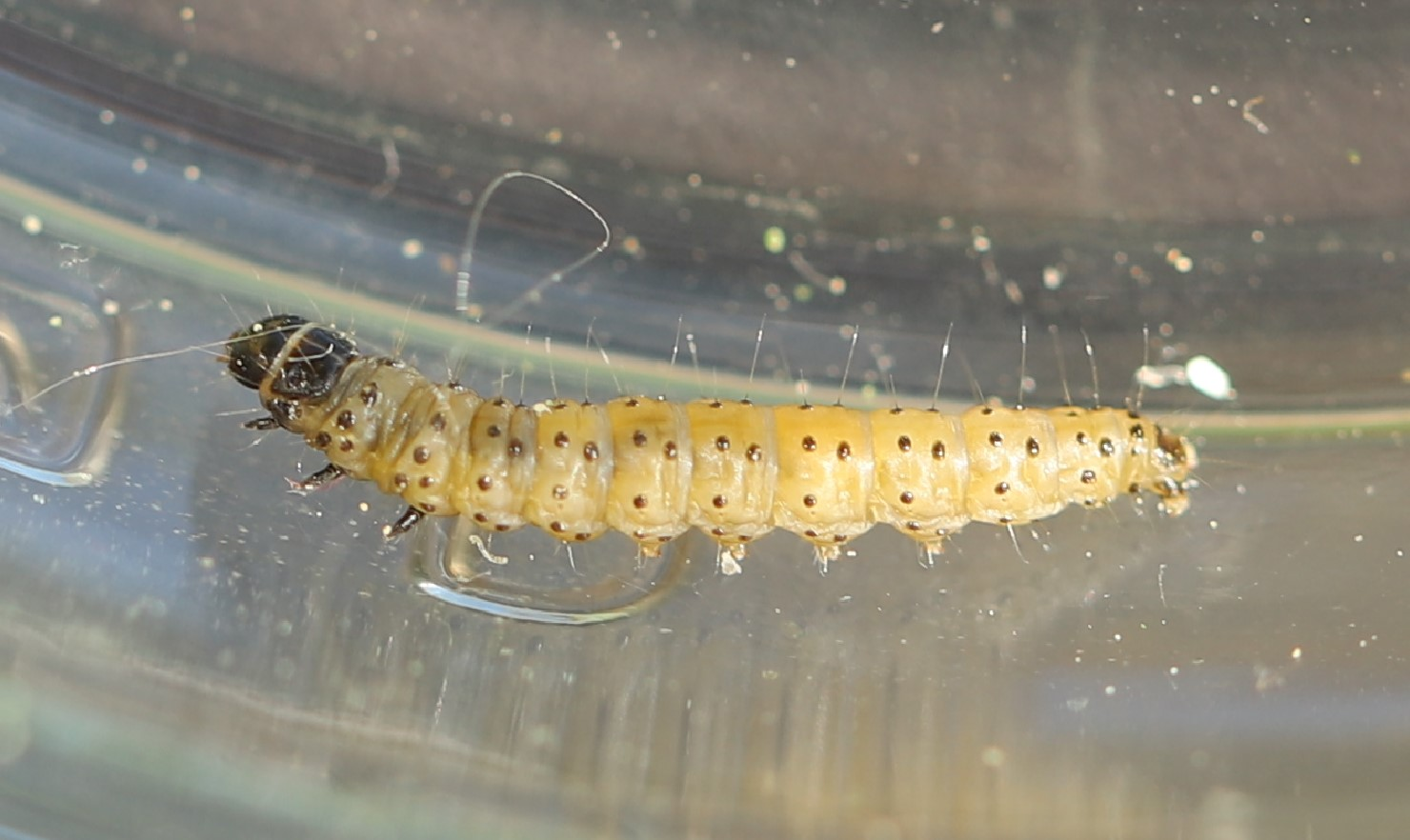
Reife Raupe (am 25. Mai)
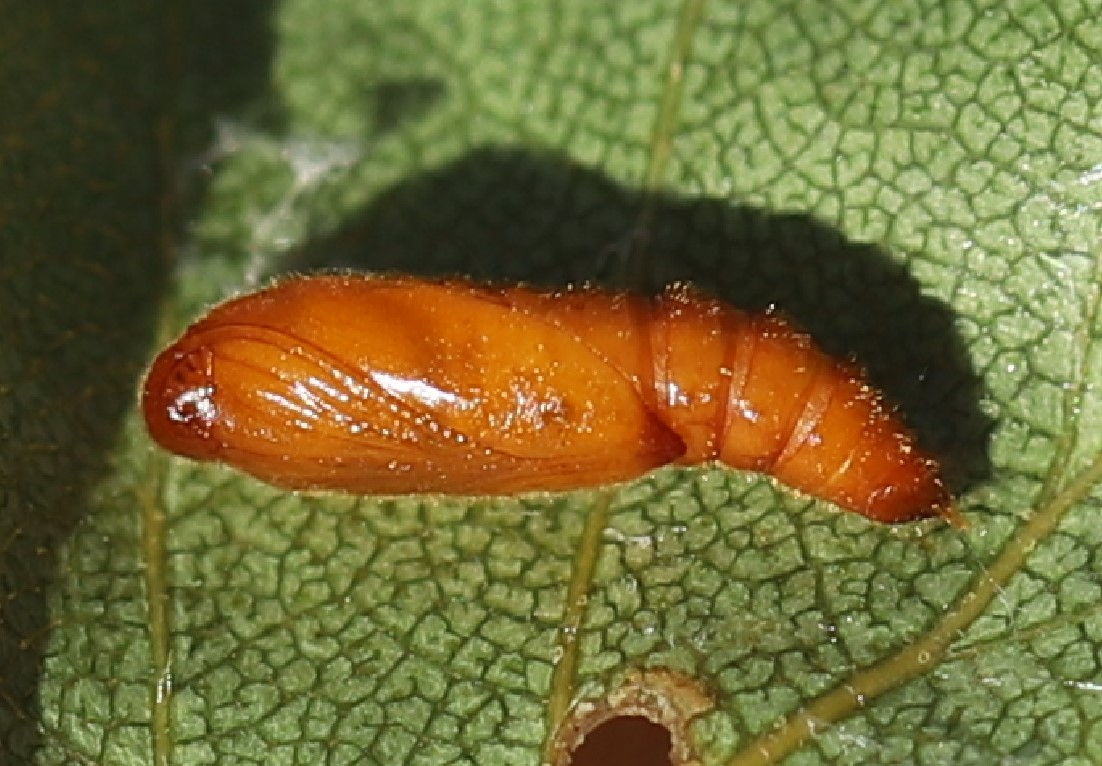
Puppe (am 1. Juni)
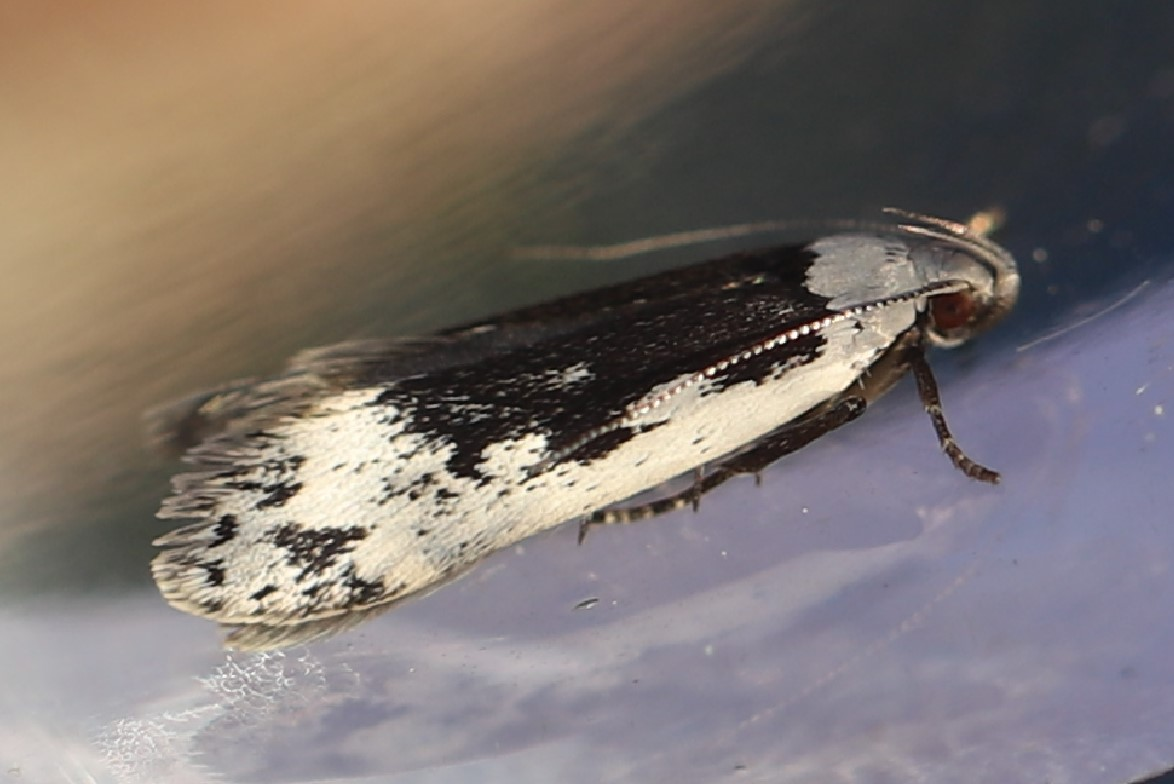
Frisch geschlüpfter Falter (am 13. Juni)
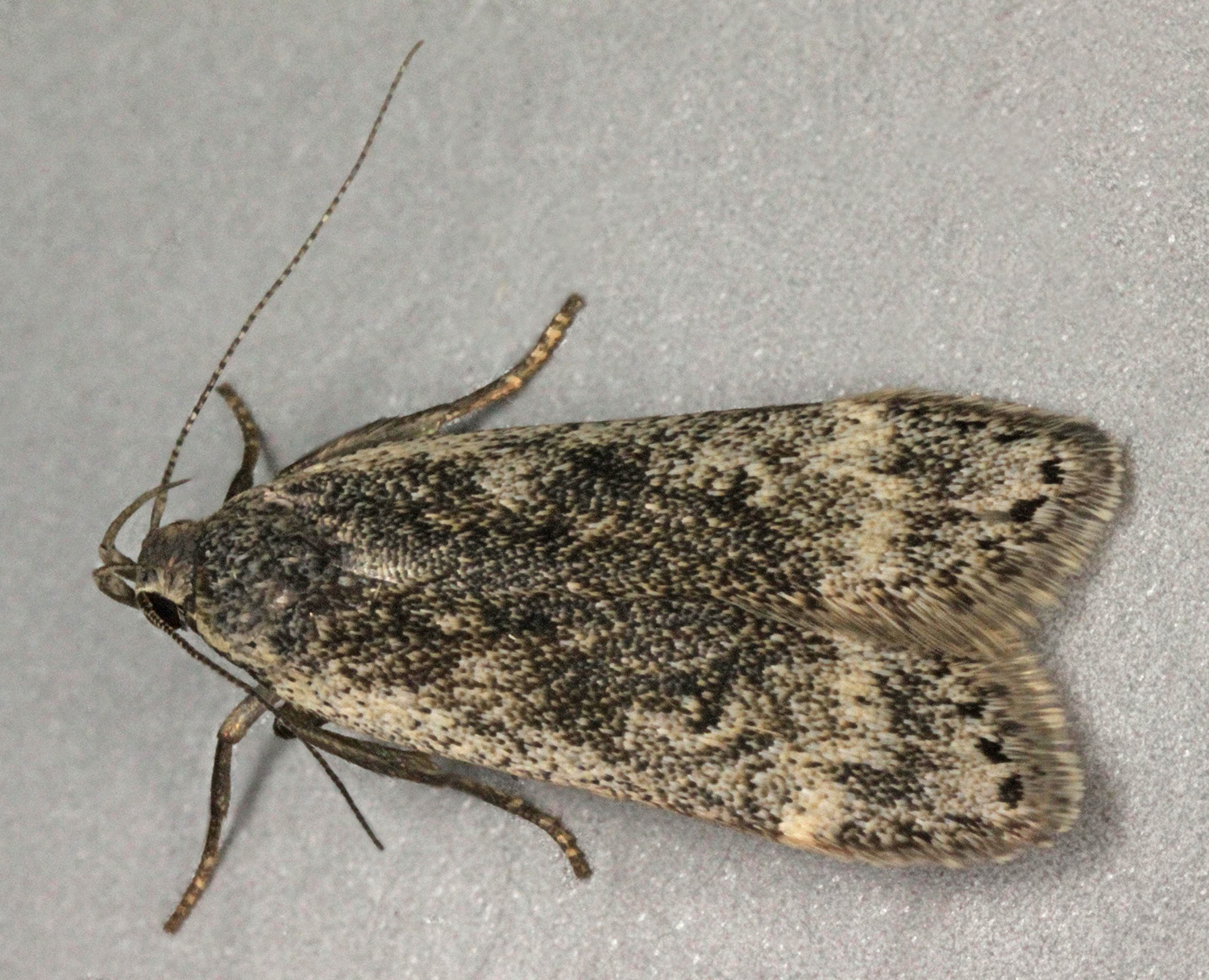
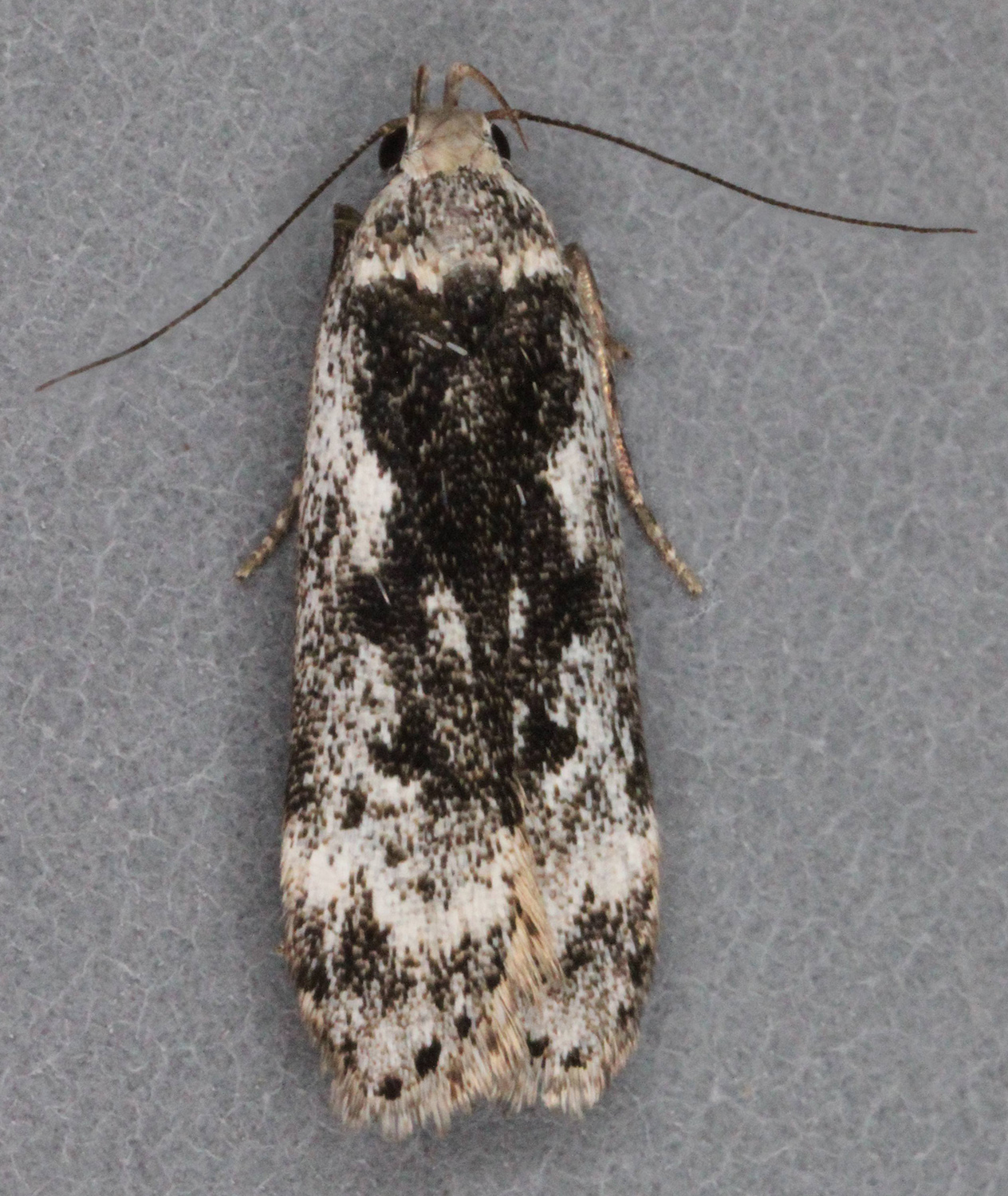
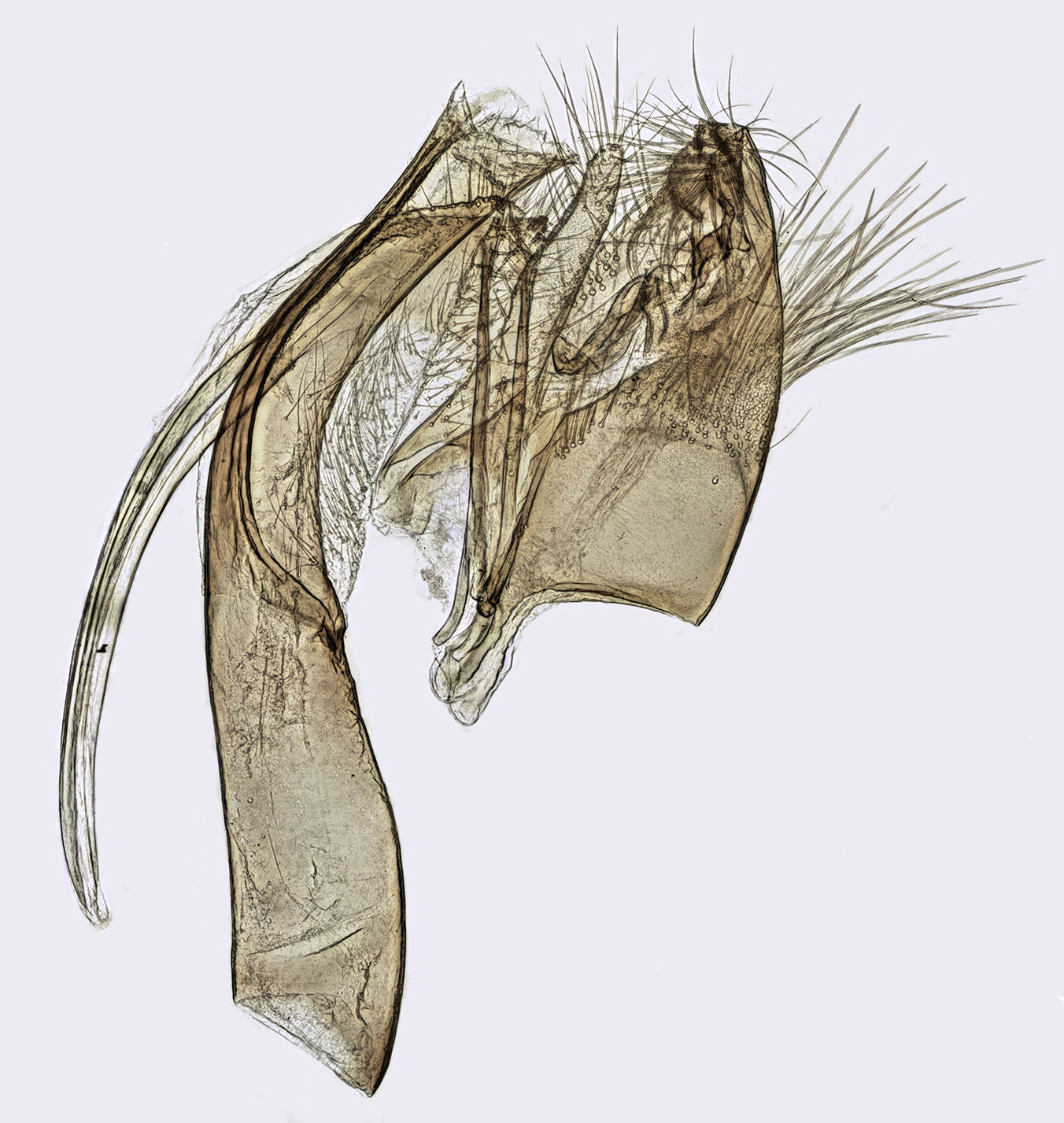
Genitalien